# 鹿島町藺牟田
鹿島町藺牟田（かしまちょういむた）は、鹿児島県薩摩川内市の大字。旧薩摩国甑島郡甑島郷藺牟田村、甑島郡下甑村大字藺牟田、薩摩郡下甑村大字藺牟田、薩摩郡鹿島村大字藺牟田。郵便番号は896-1301。人口は353人、世帯数は194世帯（2020年10月1日現在）。面積は8.68平方キロメートル。
甑島列島の下甑島の北端に位置しており、東海岸には日本の地質百選に選定されている「鹿島断崖」と呼ばれる海食崖が形成されている。1949年（昭和24年）から2004年（平成16年）まで大字藺牟田を行政区域としていた自治体である「鹿島村」が存在した。

## 地理

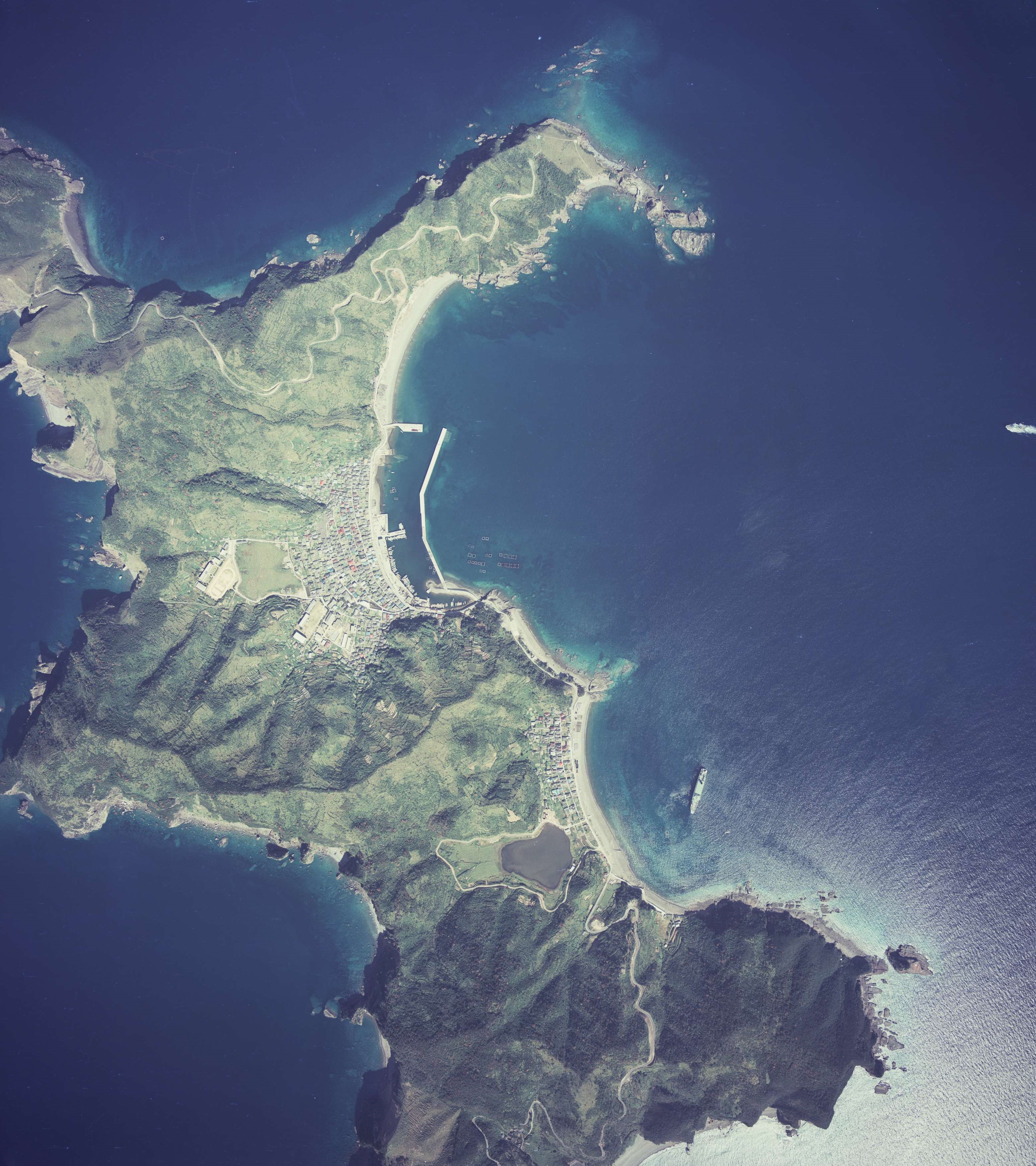
藺牟田集落付近の1977年ごろの航空写真。

甑島列島の南部にある下甑島の北端部に位置している。字域の北方には藺牟田瀬戸を隔てて上甑町平良（中甑島）、南方には下甑町長浜、西方には下甑町瀬々野浦がそれぞれ接しており、それ以外の方向は東シナ海に面している。
細長い半島状の形状をしており、南北10キロメートル、幅は最も狭いところで100メートルとなっている。西海岸は鹿島断崖と呼ばれる海食崖となっており、鹿島断崖のうち藺落浦の御物瀬はウミネコの繁殖南限地となっている。東海岸は浜堤と浜堤によって形成された沼沢から形成されている。
大字藺牟田の集落は藺牟田、小牟田、寺家、中山、中野浦、林川原があり、藺牟田は大字藺牟田の区域内において最初に人が定着した集落とされており、享保年間には藺牟田村の半分が藺牟田集落に居住していた。平地は少なく、藺牟田、小牟田、寺家、中山、林川原（へしごら）、中野浦に僅かな平地がある。沼地は藺牟田、小牟田、寺家、中山の各集落にあり、かつては浅い沼で水稲の栽培がおこなわれていた。藺牟田集落に存在していた藺牟田池は埋立てられており、住宅などの用地となった。

### 地名の由来
「藺牟田」という地名は地内にかつて存在した「藺牟田池」に由来している。藺牟田池は藺草が繁茂してたことから名付けられたとされる。前述のとおり、藺牟田池は埋め立てられ現在は消滅している。

### 自然公園・自然保護地区
2015年（平成27年）3月16日に甑島列島の区域を対象とした国定公園として「甑島国定公園」が指定された。集落を除いて藺牟田のほぼ全域が国定公園の区域に含まれており、2015年（平成27年）3月16日の鹿児島県告示「甑島国定公園区域内における特別地域の指定」により一部が特別地域に、「甑島国定公園特別地域内における特別保護地区の指定」によって一部が特別保護地区、「甑島国定公園区域の海域内における海域公園地区の指定」によって藺牟田の海域が「鹿島断崖海域公園地区」と「下甑島西海岸海域公園地区」にそれぞれ指定された。

### 山岳
- 尾岳 - 標高604.3m（甑島最高峰）[6][10]
- 小田山 - 標高426.5m[6]

### 島嶼・岩礁
国土地理院地図（抄）。陸繋した浜辺や海礁上の小岩、無名の岩を除く。
- 由良島 - 西側沖に浮かぶ島。
- ヘタノ瀬上 - 藺牟田瀬戸に浮かぶ岩礁[8]。
- 沖の瀬上 - 藺牟田瀬戸に浮かぶ岩礁[8]。
- ミタレ - 東側沖に浮かぶ岩礁。

### 植生
「鹿島村郷土誌」の記述によると藺牟田の区域においては、気候が温暖であることからアコウ、クロヘゴ、オオタニワタリ、クワズイモなどの亜熱帯性植物が自生しており、その他にもヤブツバキ、ウバメガシなどの樹木の植生が確認されている。また、鹿島村の村花に指定されていたカノコユリ（シロカノコユリ）は、甑島列島が日本唯一の自生地であり、藺牟田の区域で栽培がおこなわれている。

### 小字
鹿島町藺牟田の小字は「角川日本地名大辞典」によると以下のとおりである。
橋之口、中次、奥園、奥屋敷、長瀬、花瀬、横瀬、横瀬次、瀬戸道、瀬戸、亘浜、屋志迫、屋志迫次、夜萩、大迫、尾屋頭、屋敷平、板尾崎、城山平、西城山平、蘭落、松之下、牟田、新田、宮田、塩釜、鹿島、尾崎道、柳川、柳川上、柳川南平下、柳川上南平、松崎上、松崎川、沖迫、松崎、二田尾、牟田頭、丸山、下蘭落、三本迫、西亥風、中亥風、下亥風、尾野尻、池頭、津瀬道、池之平、脇之田、中脇之田、小牟田道、小牟田、小牟田中、小牟田池、隠迫、寺田之尻、里道、寺家道、寺家、鶴穴、下寺家、中山、中山下、吹切、林川原、大崩、岩島

## 歴史

### 前史時代
藺牟田の地層からは翼竜やワニなど爬虫類の化石が発見されている。2008年（平成20年）には獣脚類恐竜の歯や肋骨の化石が発見され、その後もケラトプス類の歯、竜脚類恐竜が相次いで発見された。また、鹿児島県指定天然記念物である「下甑島夜萩円山断崖の白亜系姫浦層群」では断層から8000万年前の地層が観測され、天然記念物に指定した鹿児島県によると「ユーラシア大陸から切り離された日本列島の成り立ちを考察する上できわめて重要である」とされている。
2015年（平成27年）10月24日にこれらの発見された恐竜の化石を展示する「甑ミュージアム恐竜化石等準備室」が鹿島支所内にオープン。旧鹿島村役場や同市鹿島支所として利用されていた建物を市が改修し、2025年（令和）4月1日に甑ミュージアムがオープンすることとなった。

### 古代から中世の藺牟田
奈良時代頃には薩摩国甑島郡が設置され、甑島は上村と下村に分けて統治されていた。この頃には藺牟田という地名自体は見えていないが、現在の鹿島町藺牟田の区域には住民は疎らながらも居住していたとされている。
中世の「薩摩国建久図田帳」によると甑島四十町のうちの二十町に含まれ、宝治2年（1248年）には鎌倉幕府の御家人である小川季能の統治下となった。文禄4年（1595年）には小川氏が田布施郷（現在の南さつま市金峰地域）に移封され、以降は島津氏の直轄領となった。

### 藺牟田村の成立から町村制施行まで
藺牟田という地名自体は江戸時代より見え、薩摩国甑島郡甑島郷（外城）のうちであった。寛文4年（1664年）の「郡村高辻帳」では下甑島のうちと記載されており、元禄年間に作成された「元禄国絵図」では下甑村のうちの「伊牟田村」として記載されている。藺牟田村の村高は、延享年間の「三州御治世要覧」によると53石余、明治初期の「旧高旧領取調帳」によると57石余であった。江戸時代の測量家であり、日本全国を測量し地図を作製した伊能忠敬が著した「九州東海辺沿海村順」によれば家数は267戸であったと記録されている。慶長16年（1611年）には甑島郷地頭の管轄下に置かれた。藺牟田には船舶の往来を監視する番所が設置されており、手打の郷士が勤務していた。
藺牟田池には藺草が多く生え、刈り取られた藺草は島外へ出荷されていた。
寛文4年（1664年）には村内にのちの鹿島村の村名の由来となる鹿島神社が創建されたとされているが、境内にある石灯篭には元和8年（1622年）に寄進されたとの表記があることからそれ以前には創建されていたという説もある。

### 近代の藺牟田
1878年（明治11年）に郡区町村編制法が施行されたのに伴い、藺牟田村に戸長役場が設置されたが、長浜村の戸長役場に統合され、その後1883年（明治16年）に下甑島の全域を管轄する戸長役場が手打に置かれた。
1884年（明治17年）から翌年の1885年（明治18年）にかけて甑島列島の各村は台風が何度も襲来しコメなどの作物が大凶作となり、さらには藺牟田村で天然痘が流行し70名から80名の死者が出るなどの窮地に陥った。鹿児島県は藺牟田村の住民約2,000人以上を種子島、屋久島、高江村などに移住させる計画を立て、翌年1886年（明治19年）には移住が行われた。
1889年（明治22年）4月1日に町村制が施行されたのに伴い、下甑島の全域にあたる手打村、片野浦村、瀬々野浦村、青瀬村、長浜村、藺牟田村の6村の区域より甑島郡下甑村が成立した。それに伴い、それまでの藺牟田村は下甑村の大字「藺牟田」となった。翌年の1890年（明治23年）2月5日には、下甑村の条例「下甑村区会条例」が施行され、町村制第64条及び第114条に基づく区である「第六区」が大字藺牟田一円を区域として設置された。1897年（明治30年）に甑島郡は薩摩郡に編入され、薩摩郡のうちとなった。
第二次世界大戦中の1945年（昭和20年）7月28日にはアメリカ軍による機銃掃射が行われ、付近を航行していた漁船の3名が死亡し、3日後の7月31日にはアメリカ軍の爆撃機3機によって爆弾が投下され4名が死亡した（藺牟田空襲）。
終戦後の1947年（昭和22年）には町村制が廃止されたのに伴い、それまでの町村制による区が廃止され、藺牟田の区域を管轄する下甑村の出先機関である第六出張所が設置された。

### 分村の動きと鹿島村設置

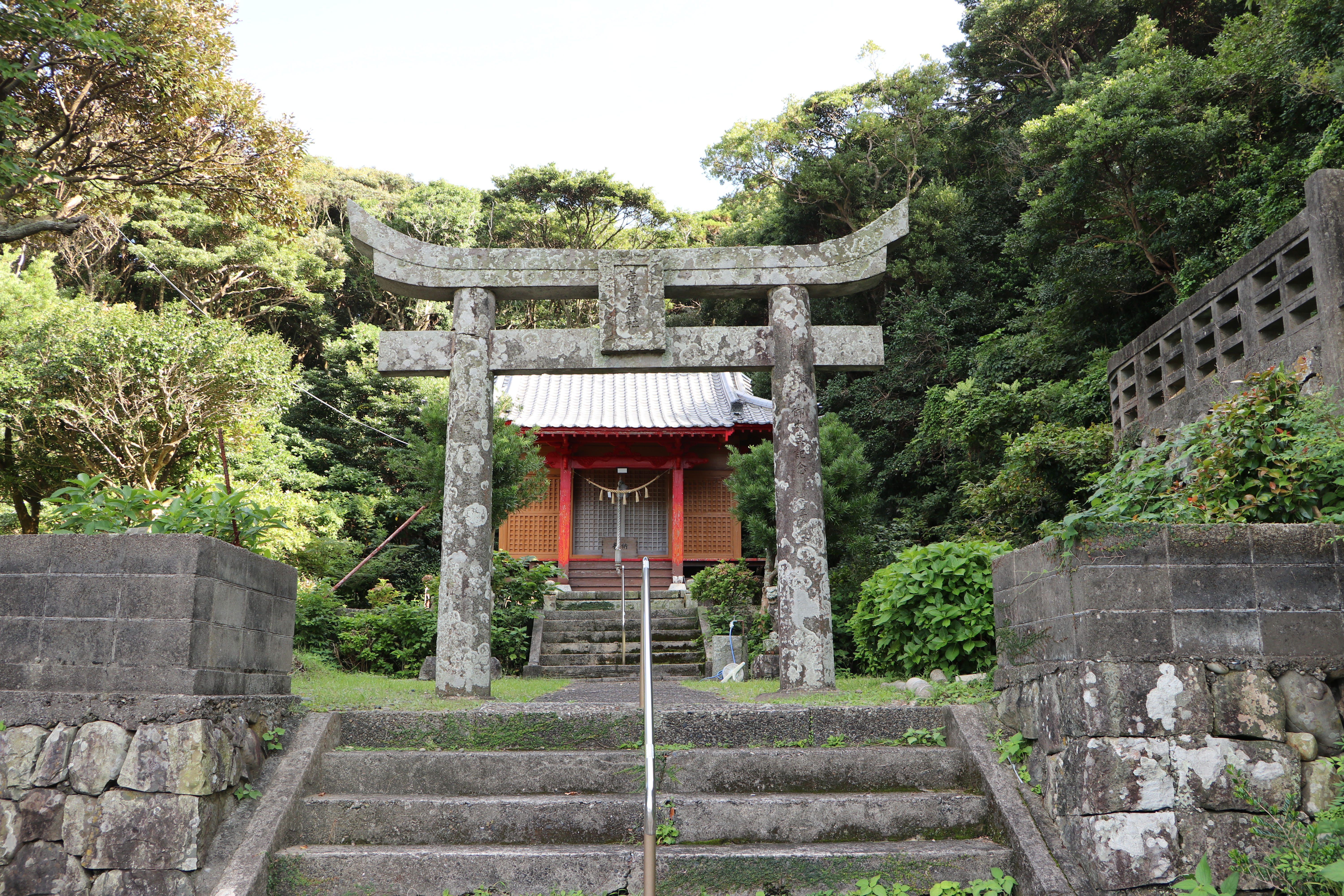
鹿島村の村名の由来となった鹿島神社

下甑村の中心集落であった手打とは陸路では徒歩連絡すらも困難、海路も荒天時に度々不通となり、かつ手打の役場に行くには往復2泊3日の行程となることもあり、同一の自治体を構成するには著しく不便であった。
分村の動きはかつてからあり、1916年（大正5年）には藺牟田の区域を下甑村から分村する旨の陳情が下甑村に出されており、1946年（昭和21年）には、大字藺牟田一円を区域としていた下甑村第六区の区長から下甑村に対して分村の請願が出されていた。
1949年（昭和24年）1月に行われた下甑村議会において大字藺牟田の区域を下甑村から分村する議案が審議され可決された。3月27日には鹿児島県議会において「第五三号 薩摩郡下甑村の境界変更並びに鹿島村の設置に関する件」が上程され、満場一致で可決された。後日、官報に掲載された「 村の廃置分合」（総理庁告示）には以下のとおり、1949年（昭和24年）4月1日より下甑村大字藺牟田の区域を以て鹿島村を設置する旨内閣総理大臣により告示された。

地方自治法第七條第一項の規定により、昭和二十四年四月一日から、鹿児島縣薩摩郡下甑村の区域のうち、大字藺牟田の区域をもつて新たに薩摩郡鹿島村を置く旨、鹿児島縣知事から届出があつた。
— 村の廃置分合（昭和24年総理庁告示第52号）
1949年（昭和24年）4月1日に下甑村から大字藺牟田が分立し薩摩郡「鹿島村」が発足。これに伴い、下甑村の大字藺牟田は鹿島村の唯一の大字「藺牟田」となった。鹿島村発足時の人口は2,956人、戸数は545戸であった。財産分与については村有財産を分割して処分することとし、下甑村は鹿島村に7万円を交付した。
村名は既に同じ薩摩郡内に藺牟田村（現在の祁答院町藺牟田）が存在していたことから、混同を避けるため鹿島神社の社名より命名された。

### 鹿島村設置以降の藺牟田

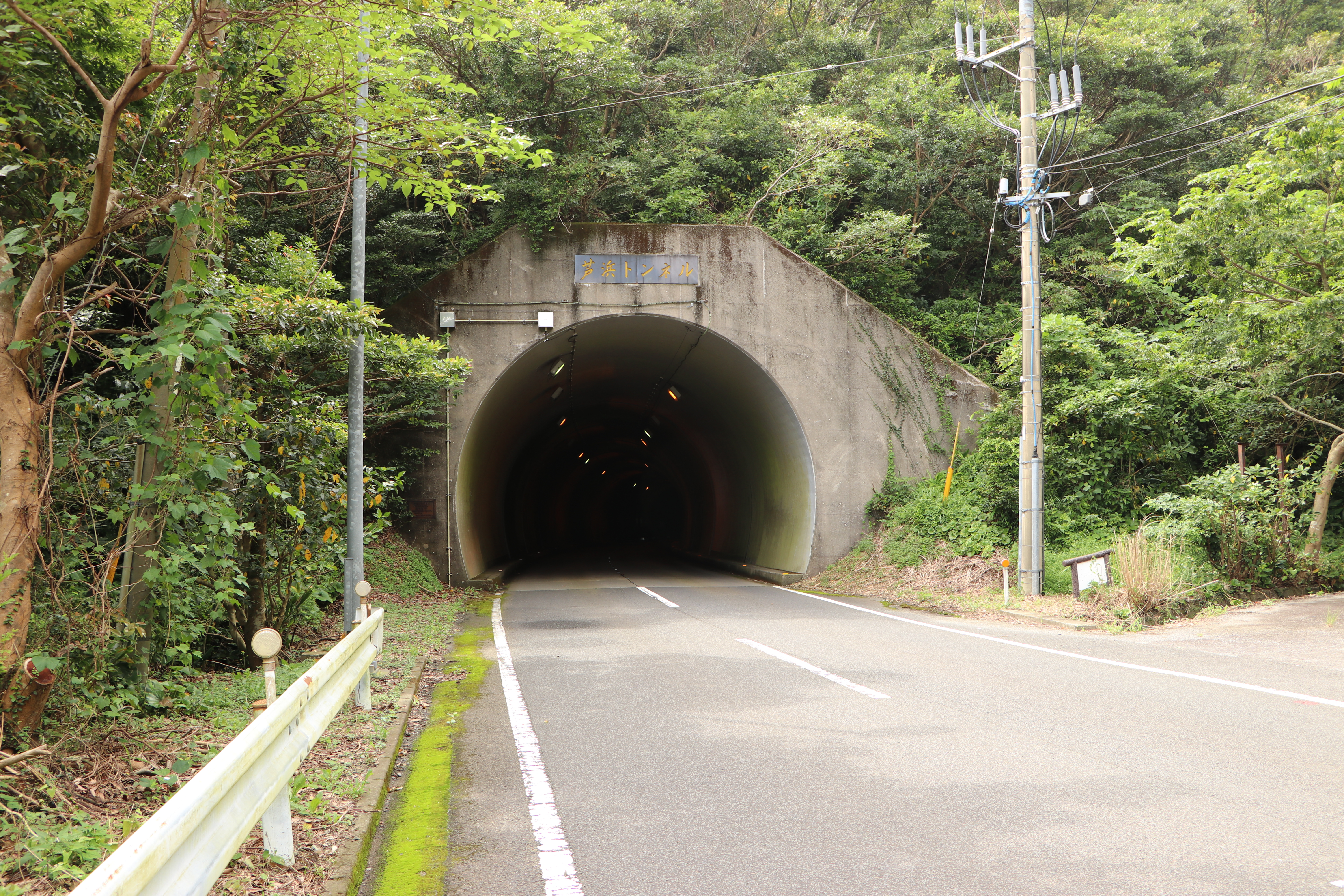
芦浜トンネルが1982年（昭和57年）に開通したことにより鹿島村と下甑村長浜の間が初めて道路交通により往来できるようになった

1951年（昭和26年）に発生したルース台風では、小牟田集落の家屋が全滅し、死者1名、重傷者3名の被害を受けた。1982年（昭和57年）には、芦浜トンネルが開通したことにより、下甑村手打から藺牟田までが初めて道路交通により往来できるようになった。
2004年（平成16年）10月12日に鹿島村が川内市、東郷町、入来町、祁答院町、樋脇町、下甑村、上甑村、里村と新設合併し薩摩川内市が設置された。この市町村合併に伴い設置された法定合併協議会において大字名については「従前の村名を町名とし、これを従前の大字名冠したものをもって、大字とする」と協定され、旧村名である「鹿島村」の村を町に置換え、従前の大字名である藺牟田に冠することとなった。
合併当日の10月12日に鹿児島県の告示である「 字の名称の変更」が鹿児島県公報に掲載された。この告示の規定に基づき即日名称の変更が行われ、大字名が「藺牟田」から薩摩川内市の大字「鹿島町藺牟田」に改称された。

## 文化財

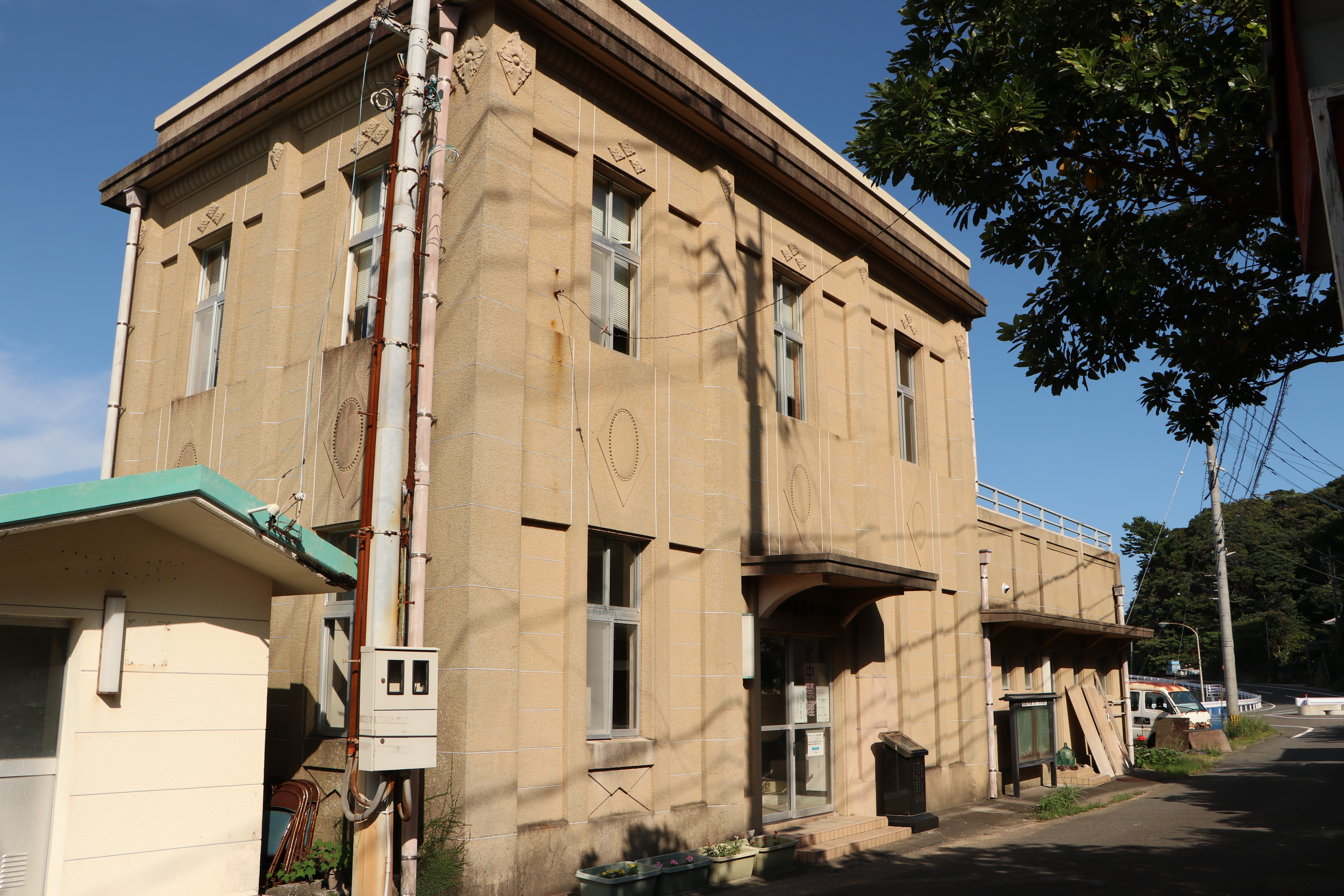
鹿島町離島住民生活センター（国登録有形文化財）

### 国登録
- 鹿島町離島住民生活センター（登録有形文化財（建造物））
登録時は「鹿島村離島住民生活センター」であった。藺牟田漁港の漁業組合事務所として建設されたもので、軒、壁面などに装飾を付けたアールデコ建築と呼ばれる形式が採用されており、離島における初期鉄筋コンクリート建築としては貴重であるとされ2001年（平成13年）に国の登録有形文化財（建造物）に登録された[49]。また、水産庁が2006年（平成18年）に選定した「未来に残したい漁業漁村の歴史文化財産百選」の1つに選ばれている[50]。

### 国選択
- 甑島の葛布の紡織習俗（記録作成等の措置を講ずべき無形の民俗文化財） - 1970年（昭和45年）3月1日選択[51]

### 県指定
- 下甑島夜萩円山断崖の白亜系姫浦層群（天然記念物） - 2013年（平成25年）4月23日指定[52]。
夜萩円山展望台から望むことが出来る断崖であり、甑島の鹿島断崖の北端にある。約8,000万年前の地層と見られている[52]。

### 市指定
薩摩川内市が指定している文化財は以下のとおりである。
- 下甑嶋藺牟田村御検地台帳他四冊（有形文化財（美術工芸品））
- 鹿島のどん（梵鐘）（有形文化財（美術工芸品））
- ツーロ（有形民俗文化財）
- 鹿島のトシドン（無形民俗文化財）
- 藺落丘のかくれ念仏（史跡）
- ウミネコ繁殖地（天然記念物）
- 珊瑚群生地（天然記念物）
- 梶原家の大ソテツ（天然記念物）
- 徳船寺境内及周辺樹林（天然記念物）

## 人口
藺牟田の人口は下のとおりである。データは1950年（昭和25年）から1980年（昭和55年）までのデータは「鹿島村郷土誌」掲載の国勢調査の結果より、2005年（平成17年）、2010年（平成22年）のデータは薩摩川内市公表の統計データより、2000年（平成12年）については鹿島村の市町村別の国勢調査の結果より、2015年（平成27年）、2020年（令和2年）のデータは総務省統計局発表の国勢調査の結果より引用する。
| 統計年             | 人口  | 人口 |
| ------------------ | ----- | ---- |
| 1950年（昭和25年） | 3,032 |      |
| 1955年（昭和30年） | 3,010 |      |
| 1960年（昭和35年） | 2,811 |      |
| 1965年（昭和40年） | 2,254 |      |
| 1970年（昭和45年） | 1,277 |      |
| 1975年（昭和50年） | 1,023 |      |
| 1980年（昭和55年） | 1,028 |      |
| 2000年（平成12年） | 892   |      |
| 2005年（平成17年） | 623   |      |
| 2010年（平成22年） | 527   |      |
| 2015年（平成27年） | 413   |      |
| 2020年（令和2年）  | 353   |      |

## 産業
藺牟田は平坦地が殆ど存在せず、三方を海に囲まれていることから漁業が古くから営まれてきた。江戸時代には豊漁の時には山が荒れ、不漁の時には争って開墾したと「鹿島村郷土誌」に記載されている。また、飢餓が発生したときには自生しているカノコユリを代用食として食していたといわれている。明治時代後期には共有地の山林に繁茂したツバキから抽出した椿油が甑島特産として販売されていた。
2015年（平成27年）の国勢調査によると15歳以上の就業者数は181名であり、上位5位の産業別区分人口は医療・福祉が56名、漁業が43名、公務員が18名、建設業が12名、卸売業・小売業が10名となっている。

### 漁業

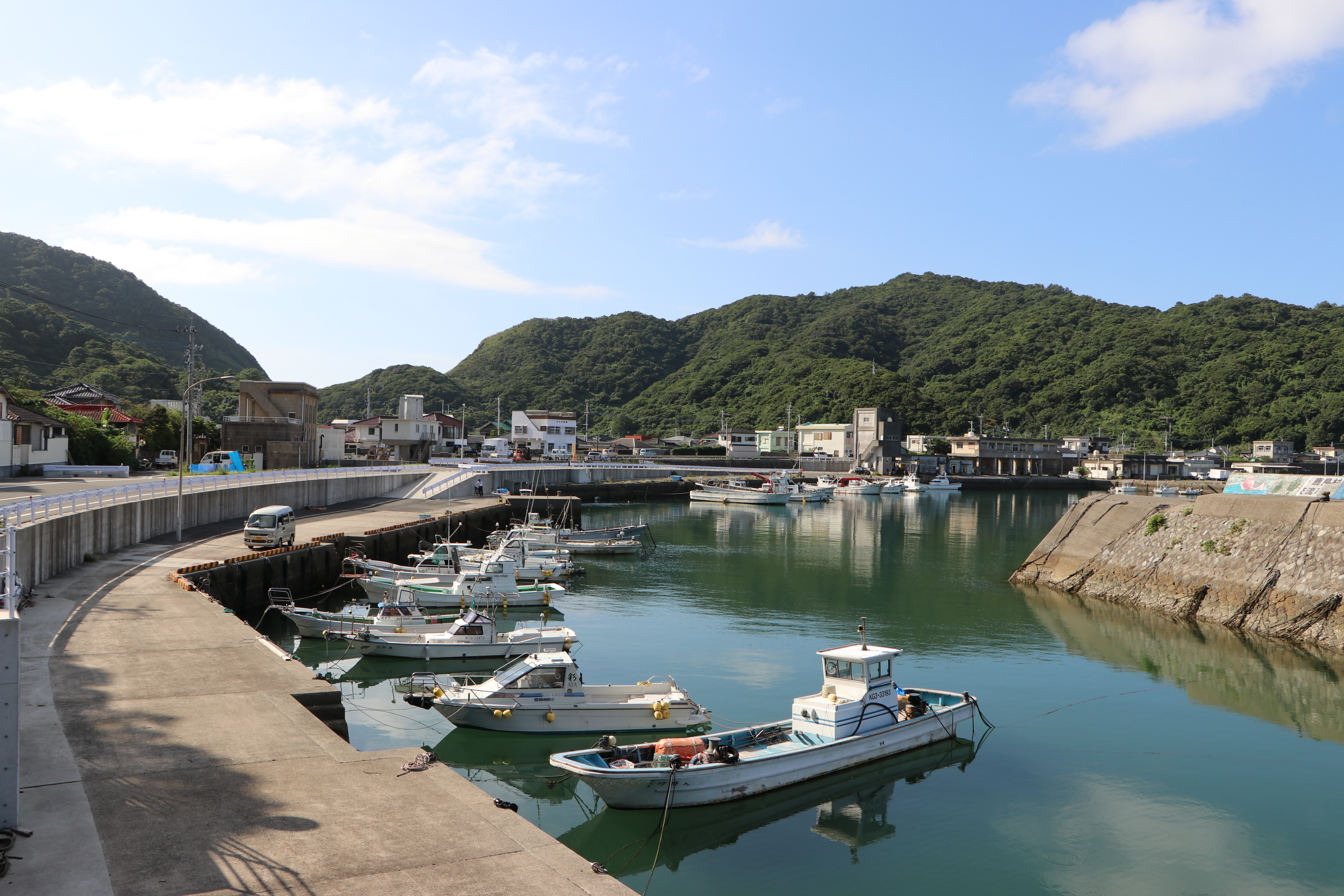
鹿島漁港の全景

藺牟田では古くより漁業が営まれており、ブリ、カツオ、イワシ等が漁獲されていたという。
藺牟田の区域に置かれた漁業の協同組合としては、1909年（明治42年）に「藺牟田漁業組合」が設立され、第二次世界大戦中には水産業団体法によって一時的に下甑村漁業会に統合されるが、1949年（昭和24年）に水産業協同組合法が制定され、これに伴って「藺牟田漁業協同組合」が設立され、のちに「鹿島村漁業協同組合」となった。2003年（平成15年）に甑島の漁業協同組合が合併し、新たに「甑島漁業協同組合」が設立され、鹿島支所が置かれた。

### 農業
急斜面を山頂まで開拓した千枚畑が形成されていたが、自給自足のための食糧が生産されていた。
明治時代の中頃にはカノコユリが貴重な換金作物として栽培されていたが、第二次世界大戦によって主な輸出先であったアメリカへの輸出が滞るようになり、カノコユリの採掘地は荒廃するようになった。

### 商工業
「鹿島村郷土誌」が発刊された1982年（昭和57年）時点では、甑島農業協同組合（現北さつま農業協同組合）のスーパー店が設置されており、これが鹿島村唯一のスーパーであった。スーパーのほかには薬屋、酒塩類販売店、衣類専門店、タバコ販売店、日用雑貨店があると記載されている。

## 施設

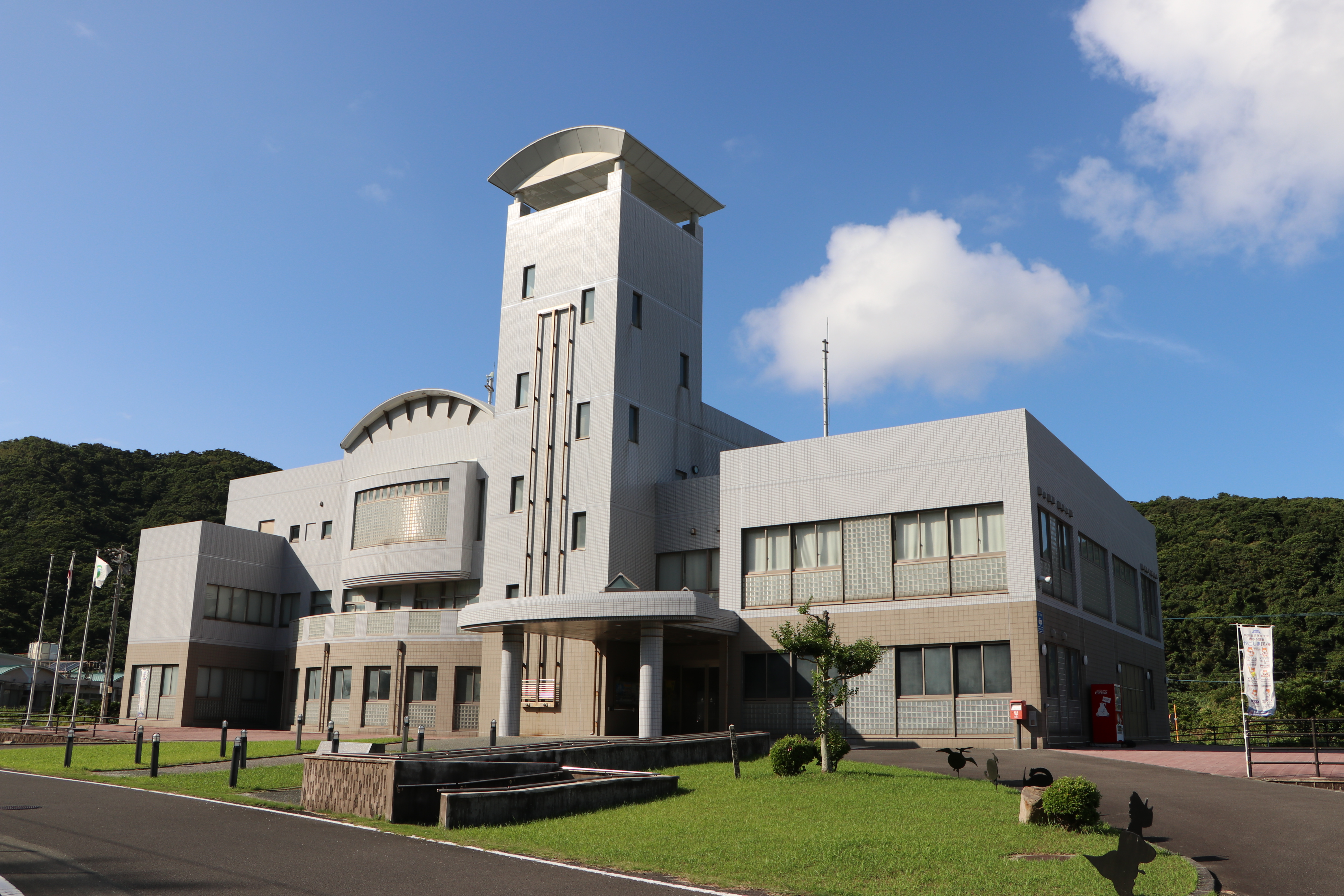
薩摩川内市役所甑島振興局鹿島市民サービスセンター（旧・鹿島村役場）

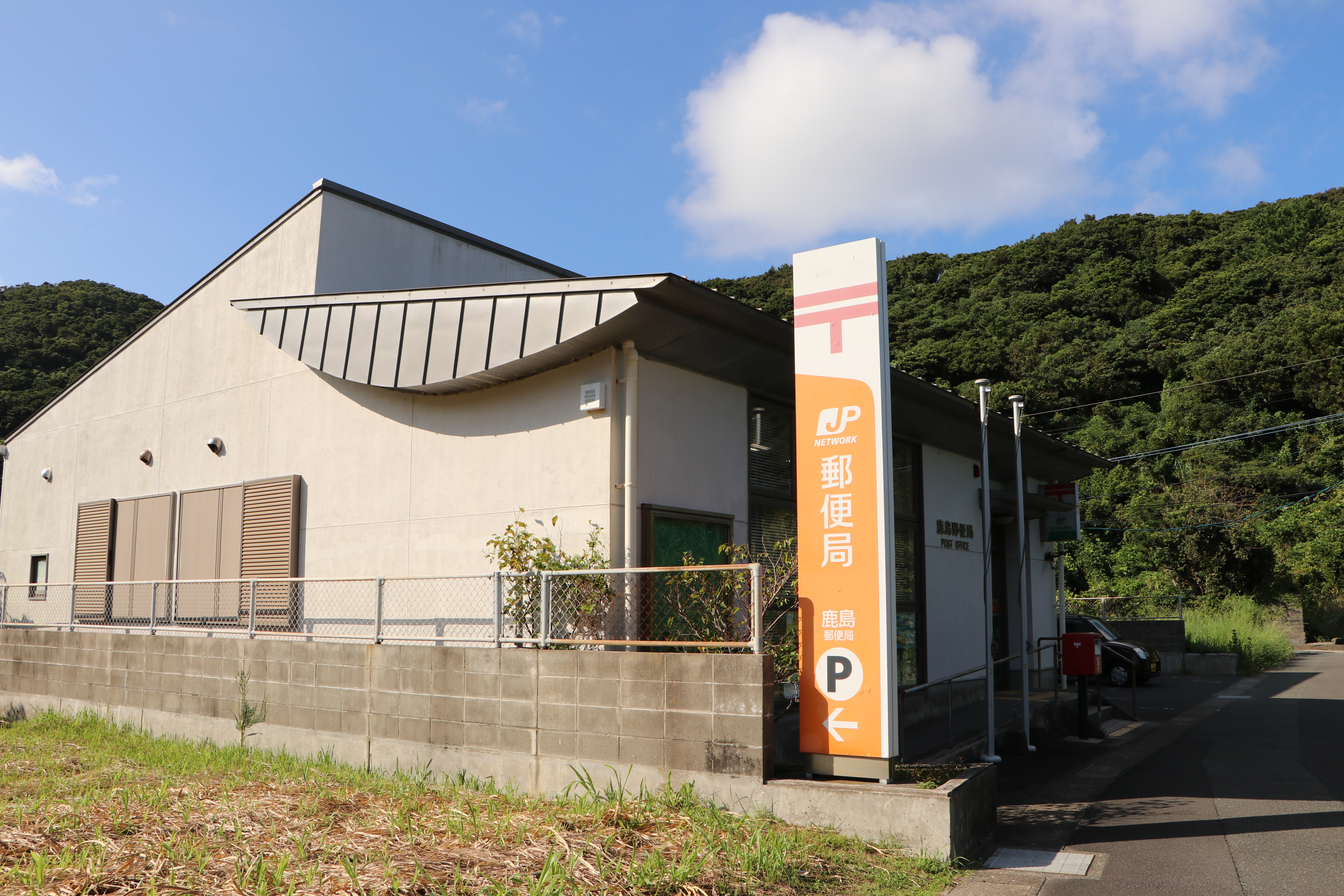
鹿島郵便局

### 公共
- 薩摩川内市役所甑島振興局鹿島市民サービスセンター[67]
  - 甑ミュージアム（2025年4月1日オープン[27]）
- 薩摩川内警察署鹿島駐在所[68]
- 薩摩川内市鹿島診療所（標榜科：内科、歯科）[69]
- 鹿島公民館[70]
  - 薩摩川内市立図書館鹿島分館[70]
  - 鹿島地区コミュニティセンター[71]
- 鹿島コミュニティプール[70]
- 鹿島葬祭場[72]
- 鹿島クリーンセンター[73]

### 教育
- 薩摩川内市立鹿島小学校[74]
- 薩摩川内市立かのこ幼稚園鹿島分園[75]

### 郵便局
- 鹿島郵便局（1907年（明治40年）に甑島藺牟田郵便局として開局[76]）

### 寺社
- 鹿島神社
- 徳船寺

## 教育
鹿島町藺牟田には「薩摩川内市立鹿島小学校」、「薩摩川内市立かのこ幼稚園鹿島分園」が設置されている。かつては「薩摩川内市立鹿島中学校」が設置されていたが、2024年（令和6年）4月1日付で閉校となった。

### 高等教育
藺牟田には高等学校が設置されておらず、また甑島列島内にも全日制高校や通信制高校の学習センターは設置されていない。甑島列島内の高校受験生は、学区の制約なく県内の全ての県立高校へ進学できるため、中学校卒業生の多くは九州本土などに転出して、島外の高校に進学する。

### 中学校

#### 薩摩川内市立鹿島中学校

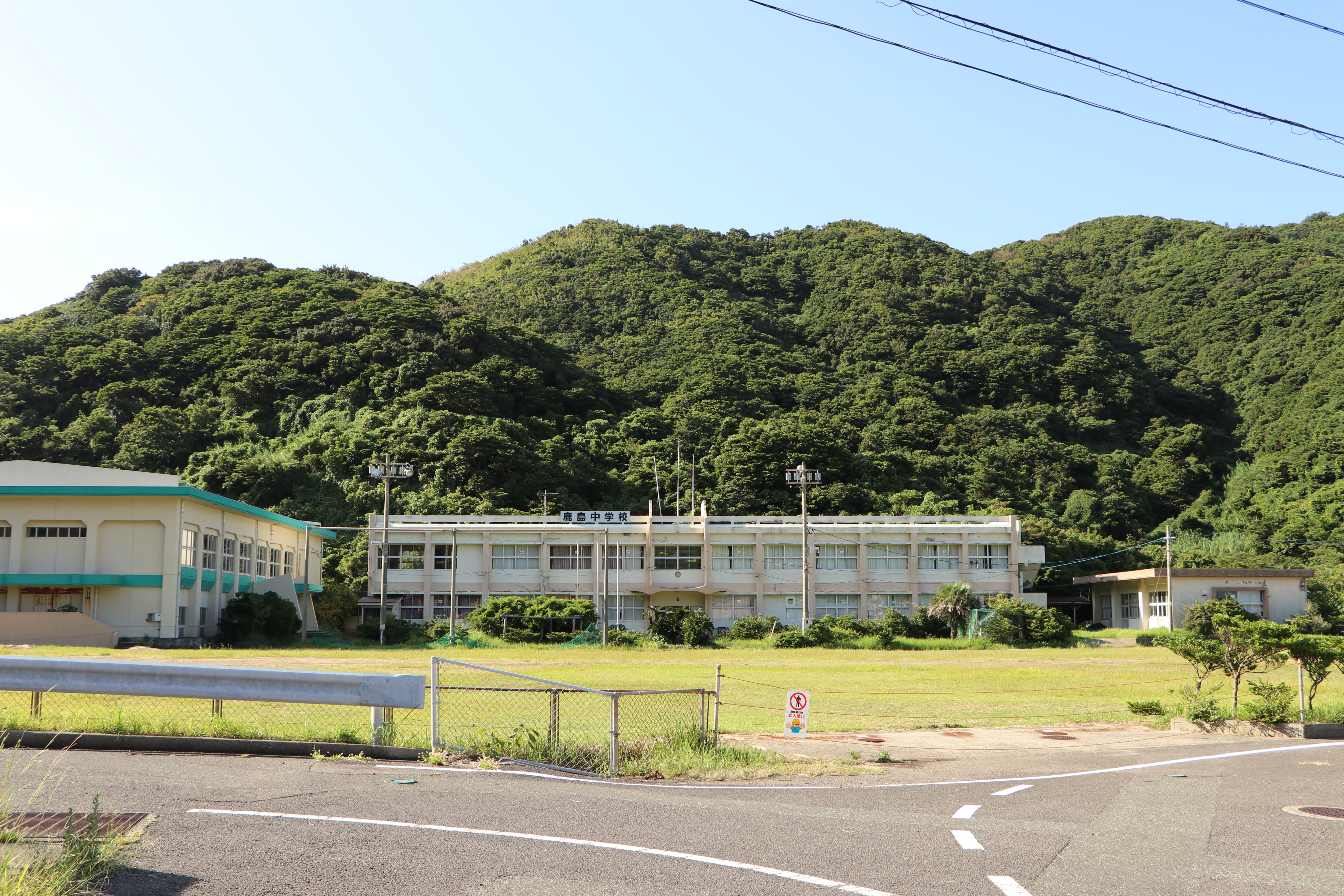
薩摩川内市立鹿島中学校

「薩摩川内市立鹿島中学校」は、鹿島町藺牟田1397番地にかつて存在した市立の中学校である。第二次世界大戦終戦に伴って1947年（昭和22年）5月に行われ、学制改革に伴う6・3制の導入により、それまでの松崎国民学校高等科が新制中学校となり、「松崎中学校」として設置された。2年後の1949年（昭和24年）に下甑村から鹿島村が分村したのに伴って鹿島村立の「鹿島中学校」に名称を改めている。
2012年（平成24年）3月31日より休校となった。藺牟田に居住している生徒は当面の間、下甑町青瀬にある海星中学校に通学することとなった。休校時点の生徒数は14名であった。2024年（令和6年）4月1日付で閉校となった。

### 小学校

#### 薩摩川内市立鹿島小学校

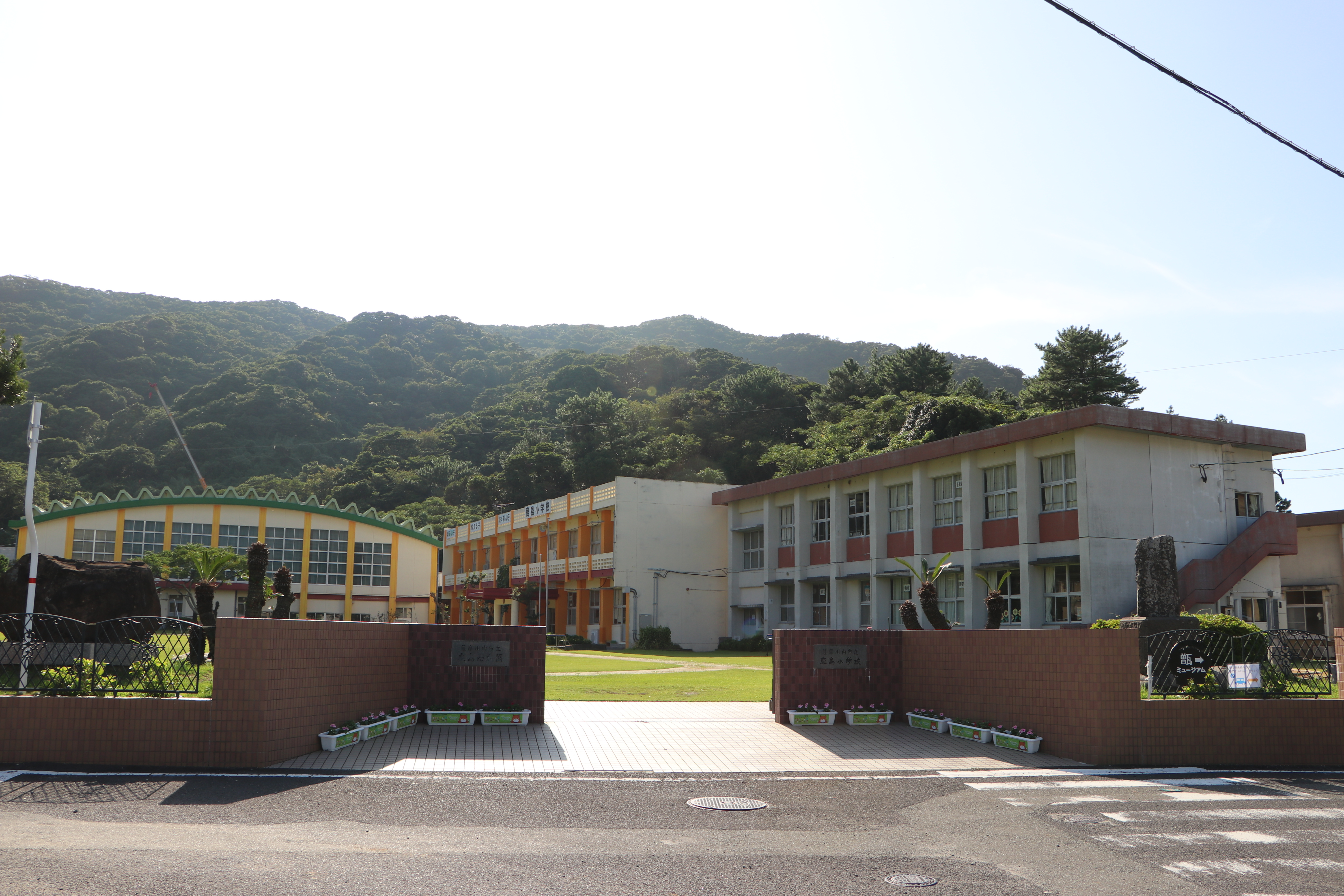
薩摩川内市立鹿島小学校

「薩摩川内市立鹿島小学校」は、鹿島町藺牟田1501番地にある市立の小学校である。藺牟田には江戸時代から寺子屋が置かれていたが、1880年（明治13年）に寺子屋を廃止し代わって「藺牟田小学校」が開設された。その後制度の変更に伴って、「藺牟田簡易科小学校」（1887年（明治20年））、「藺牟田尋常小学校」（1893年（明治26年））、「松崎尋常高等小学校」（1903年（明治36年））に改称された。当時は一般民家を転用していたが、生徒数の増加や教育制度の整備によって移転を迫られた。その後国民学校令に基づいて「松崎国民学校」（1941年（昭和16年））に改称、第二次世界大戦終戦後の1947年（昭和22年）5月に「松崎小学校」に改称した。1949年（昭和24年）に下甑村から鹿島村が分村したのに伴って鹿島村立の「鹿島小学校」に名称を改めている。
特認校制度である「ウミネコ留学制度」が採用されており、校区外の生徒の受け入れを行っている。2020年（令和2年）現在の児童数は21名である。

### 幼稚園
1956年（昭和31年）に鹿島村と保護者の費用負担の折半により公民館を間借りする形で幼児学級が開設された。1979年（昭和54年）に鹿島村は新たに施設整備を行い公立幼稚園として「鹿島幼稚園」を設置した。2009年（平成21年）4月1日に鹿島幼稚園は下甑町青瀬にある「かのこ幼稚園」に統合され、一度廃止された。その後2012年（平成24年）にかのこ幼稚園の「鹿島分園」が設置された。

### 小・中学校の学区
市立小・中学校の学区（校区）は以下の通りである。
| 大字         | 小字 | 小学校                 | 中学校                 |
| ------------ | ---- | ---------------------- | ---------------------- |
| 鹿島町藺牟田 | 全域 | 薩摩川内市立鹿島小学校 | 薩摩川内市立海星中学校 |

## 交通
藺牟田の交通は、古くより山が険しく平地も少ない地形から船による海上交通が主として使用されており、道路は集落内の小道があるのみであった。
藺牟田から他の地域へ自動車によって移動出来るようになるのは、南方に隣接する下甑村の長浜までは芦浜トンネルが開通した1982年（昭和57年）まで、北方に隣接する上甑村の平良（中甑島）までは2020年（令和2年）の甑大橋の開通まで待たなければならなかった。

### 交通死亡事故ゼロ連続日数

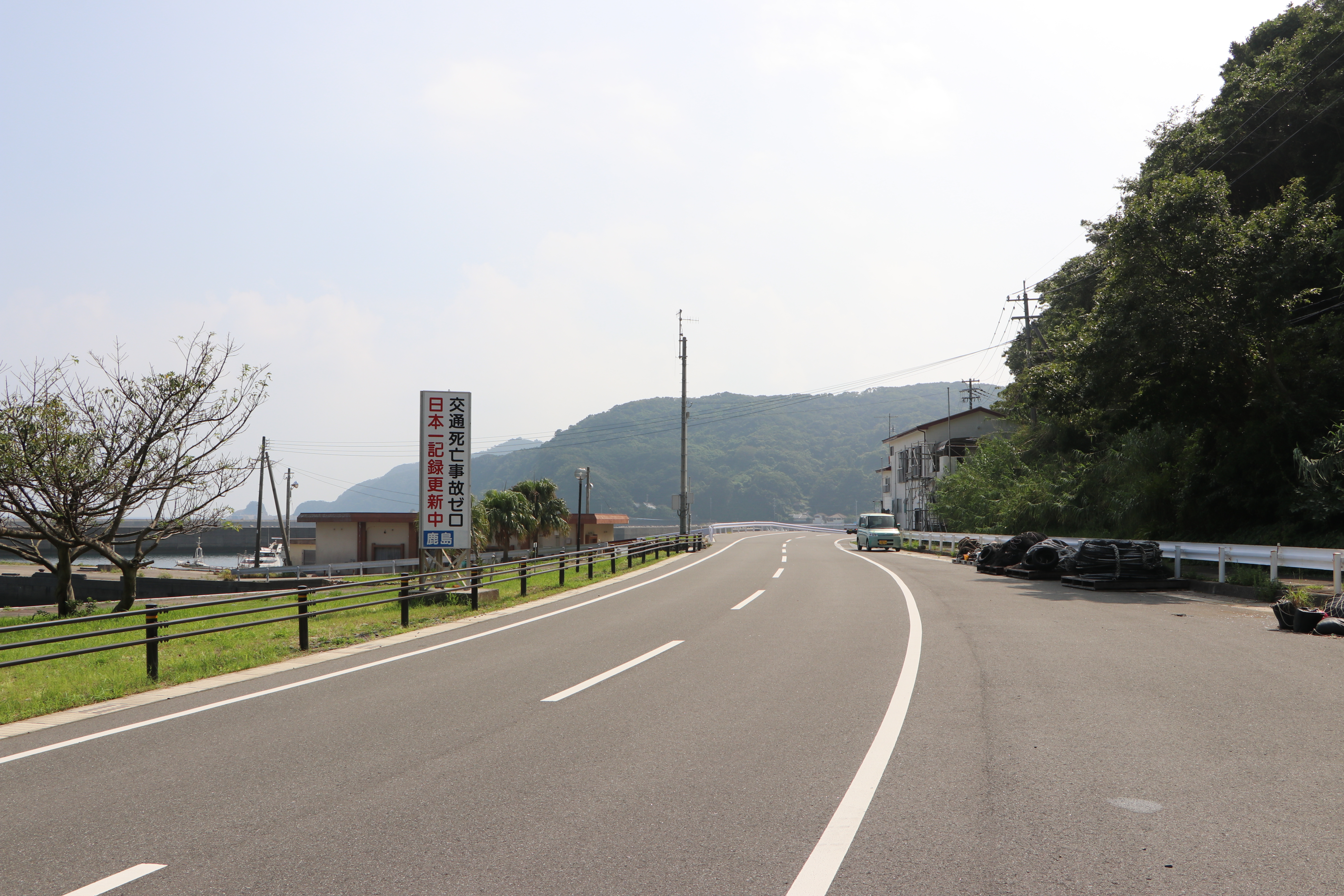
「交通死亡事故ゼロ日本一記録更新中」の看板

鹿島町藺牟田では交通死亡事故が鹿島村の発足時（1949年4月1日）から発生しておらず、交通死亡事故ゼロ連続日数が1949年4月1日からの通算で日本一となっている。2006年（平成18年）9月28日に21,000日、2014年（平成26年）12月26日時点では24,000日、2017年（平成29年）9月10日には25,000日を達成している。

### 陸上交通

#### 道路

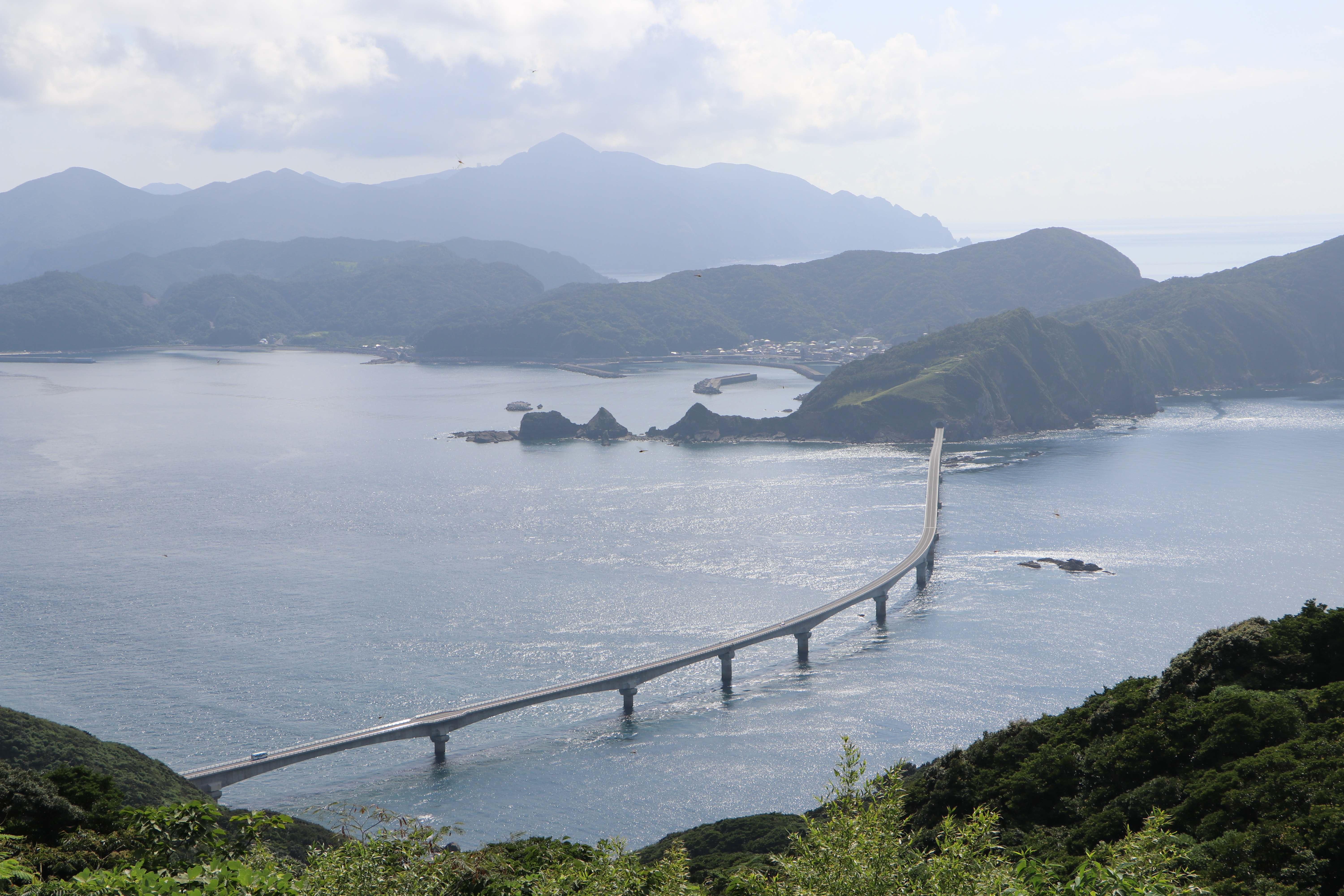
中甑島から甑大橋と藺牟田の集落を望む

道路については、昭和中期頃より林道や農道の開発が始まり、1960年（昭和35年）には下甑村の手打（現在の下甑町手打）から藺牟田港までの区間が「県道手打藺牟田港線」として認定された。県道に認定されてからは道路管理者である鹿児島県によって拡幅や延長工事が行われ、1982年（昭和57年）に発刊された「鹿島村郷土誌」の記述によると鹿島村の区域は概ね開鑿が完了し尾岳の稜線から芦浜までの間が建設中であると記載されており、この時点では陸続きの隣村である下甑村との自動車通行は不可能であったが、鹿島村内の集落間の村道は整備されており集落間の自動車による往来は可能であった。1982年（昭和57年）に芦浜トンネルが開通したことにより、下甑村手打から藺牟田までが初めて道路交通により往来できるようになった。
また、2006年（平成18年）の県道路線の改正により、それまでの「黒浜水深線」（上甑島 - 中甑島）の起点が藺牟田に変更され、路線名が「鹿島上甑線」に変更された。同年度より藺牟田瀬戸の架橋事業が事業化され、甑島列島を縦貫する道路がすべて整備されることとなった。2020年（令和2年）8月29日には、藺牟田瀬戸の両岸を結ぶ「甑大橋」を含む藺牟田瀬戸架橋工区が開通し、上甑島や中甑島への自動車による移動が可能となった。
一般県道
- 鹿児島県道349号手打藺牟田港線
下甑町手打から下甑島を縦貫して藺牟田港に至る一般県道。1960年（昭和35年）認定。1982年（昭和57年）に全線開通。
- 鹿児島県道351号鹿島上甑線
藺牟田から中甑島を経て上甑島の上甑町中甑に至る一般県道。2006年（平成18年）の路線改正により藺牟田が経路に含まれた。2020年（令和2年）8月29日に鹿島町藺牟田から上甑町平良までを結ぶ甑大橋が開通したのに伴い全線開通した。

#### バス
下甑町手打（下甑島）の手打港から鹿島港を経て里町里（上甑島）の里港までを結ぶコミュニティバスである「甑かのこゆりバス」が運行されている。藺牟田の区域にあるバス停は2020年（令和2年）現在以下のとおりである。
- こしき縦貫バス（手打港 - 里港）
  - 林川原 - 吹切公園 - 寺家牧場 - 小牟田 - 住民センター - 消防会館前 - 6支部 - 鹿島港

### 海上交通

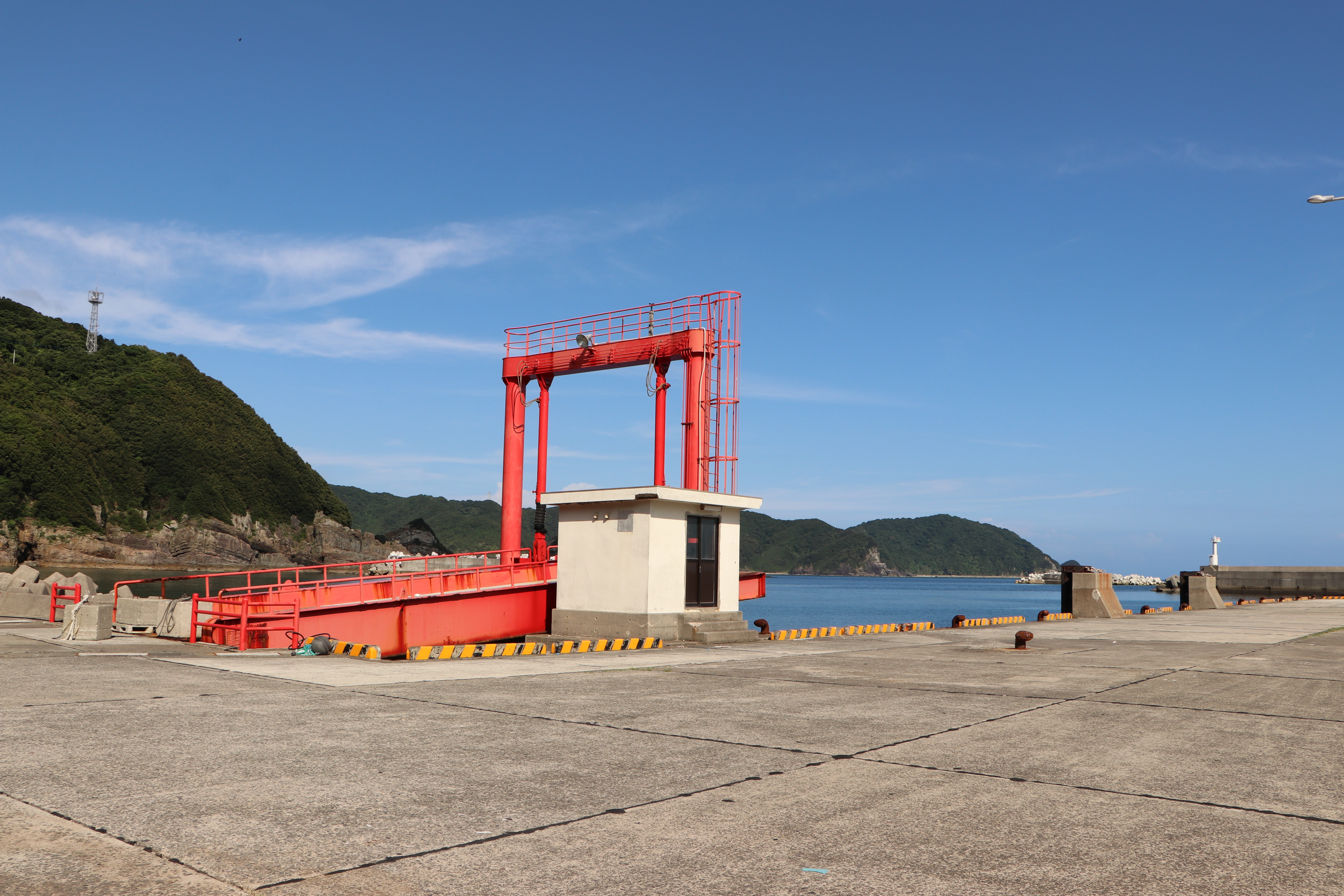
鹿島港

航路は1895年（明治28年）に大川運輸が川内航路を不定期に運航したことに始まり、1937年（昭和12年）に串木野港と甑島を結ぶ航路を開設し、1952年（昭和27年）からは定期航路となった。2023年（令和5年）3月31日を以て定期航路であったフェリーニューこしきの鹿島港への寄港が廃止（抜港）となり、定期航路の寄港がなくなった。

#### 港湾施設
- 鹿島港[105]
- 鹿島漁港（第2種漁港）[106]

#### 灯台
- 円崎灯台[107]
- 鳥之巣山灯台（2020年廃止）[107]
1971年（昭和46年）に藺牟田瀬戸の沿岸に設置された。2020年（令和2年）8月29日に甑大橋が開通したのに伴い廃止された[108]。
- 防波堤灯台[107]